# Kočka domácí
 Poslechnout si článek · info
Kočka domácí (Felis catus, dříve například Felis silvestris catus) je domestikovaná forma kočky plavé (divoké), která je již po tisíciletí průvodcem člověka. Stejně jako její divoká příbuzná patří do podčeledi malé kočky, a je typickým zástupcem skupiny. Má pružné a svalnaté tělo, dokonale přizpůsobené lovu, ostré drápy a zuby a vynikající zrak, sluch a čich. Kočka domácí vždy sloužila člověku především jako lovec hlodavců, uplatňuje se také jako společník a mazlíček člověka.
V některých oblastech Číny je konzumováno/konzervováno kočičí maso, ve třetím světě je kočka domácí rovněž kožešinovým zvířetem a výrobky z kočičí kožešiny se dostávaly i na evropský trh. V červnu 2007 byl však dovoz kočičí kůže a kožešiny do Evropské unie zakázán.
Člověk rozšířil kočku domácí prakticky ve všech kontinentech (s výjimkou Antarktidy), na mnoha místech zpětně zdivočela.
I domácí kočka je obvykle velmi efektivním a schopným lovcem, který dokáže ve svém okolí zahubit velké množství drobných obratlovců (především hlodavců a jiných savců, ale také ptáků, plazů, ryb a dalších).

## Domestikace kočky domácí

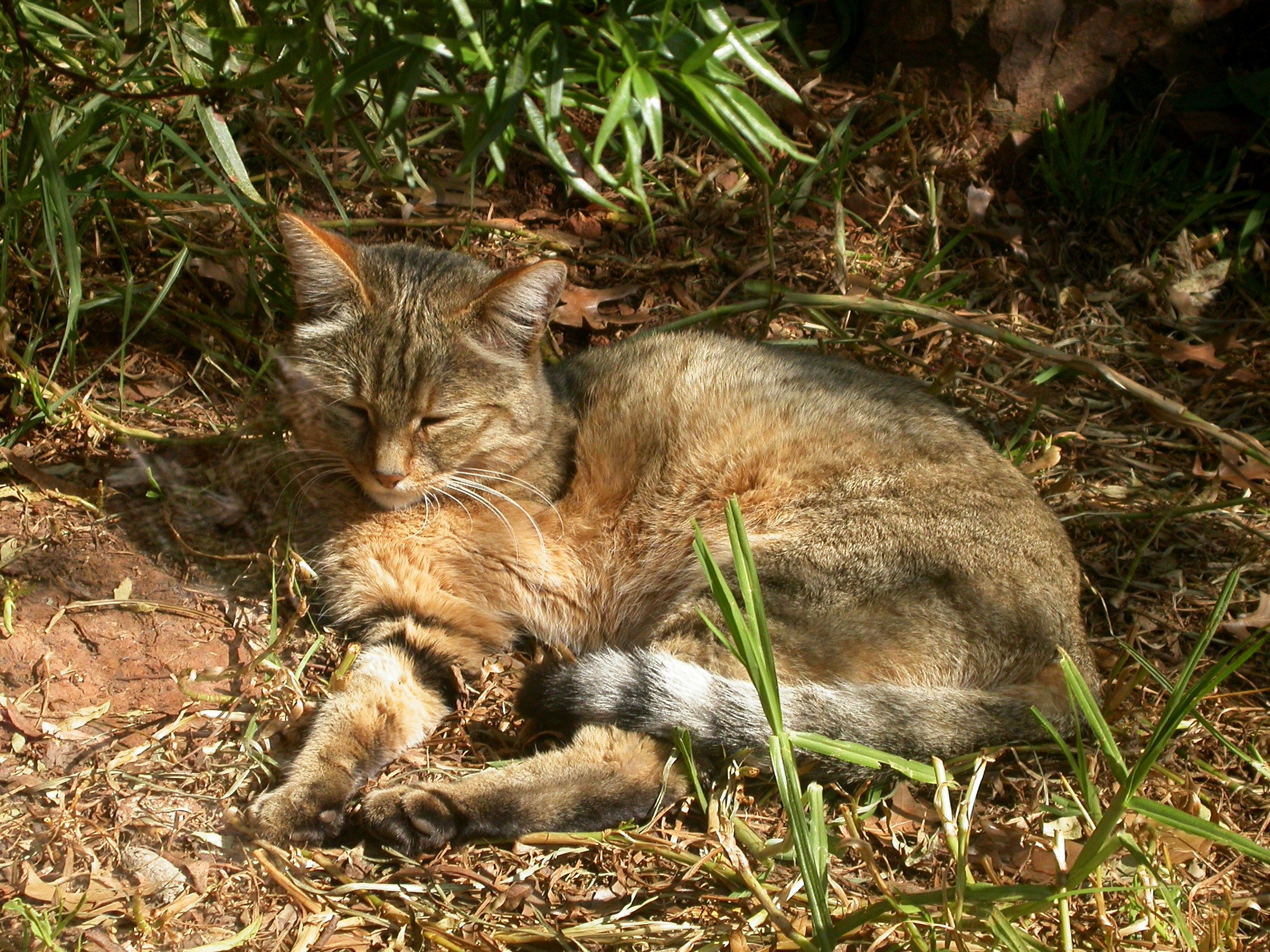
Kočka plavá (Felis silvestris lybica)

Divokým předkem domácích koček byla zřejmě kočka divoká, přesněji její africký (pod)druh kočka plavá, dále snad i kočka divoká evropská a asijská kočka stepní. První kočky se do blízkosti lidí dostaly před 10–12 tisíci lety, v době, kdy začala vznikat první trvalá lidská sídla, ale až z doby před 8 000 lety pocházejí první důkazy existence ochočených koček, a to z dnešního Turecka (oblast Anatolie) a z Kypru.

### Starověk
Kolem roku 3000 př. n. l. se kočka stala významnou součástí života v Egyptě, dokladem jsou obrazy koček na stěnách hrobek, sošky koček a jejich mumie. Pro zemědělce měla kočka obrovský význam jako lovec hlodavců, kteří ohrožovali skladiště obilí a potravin.

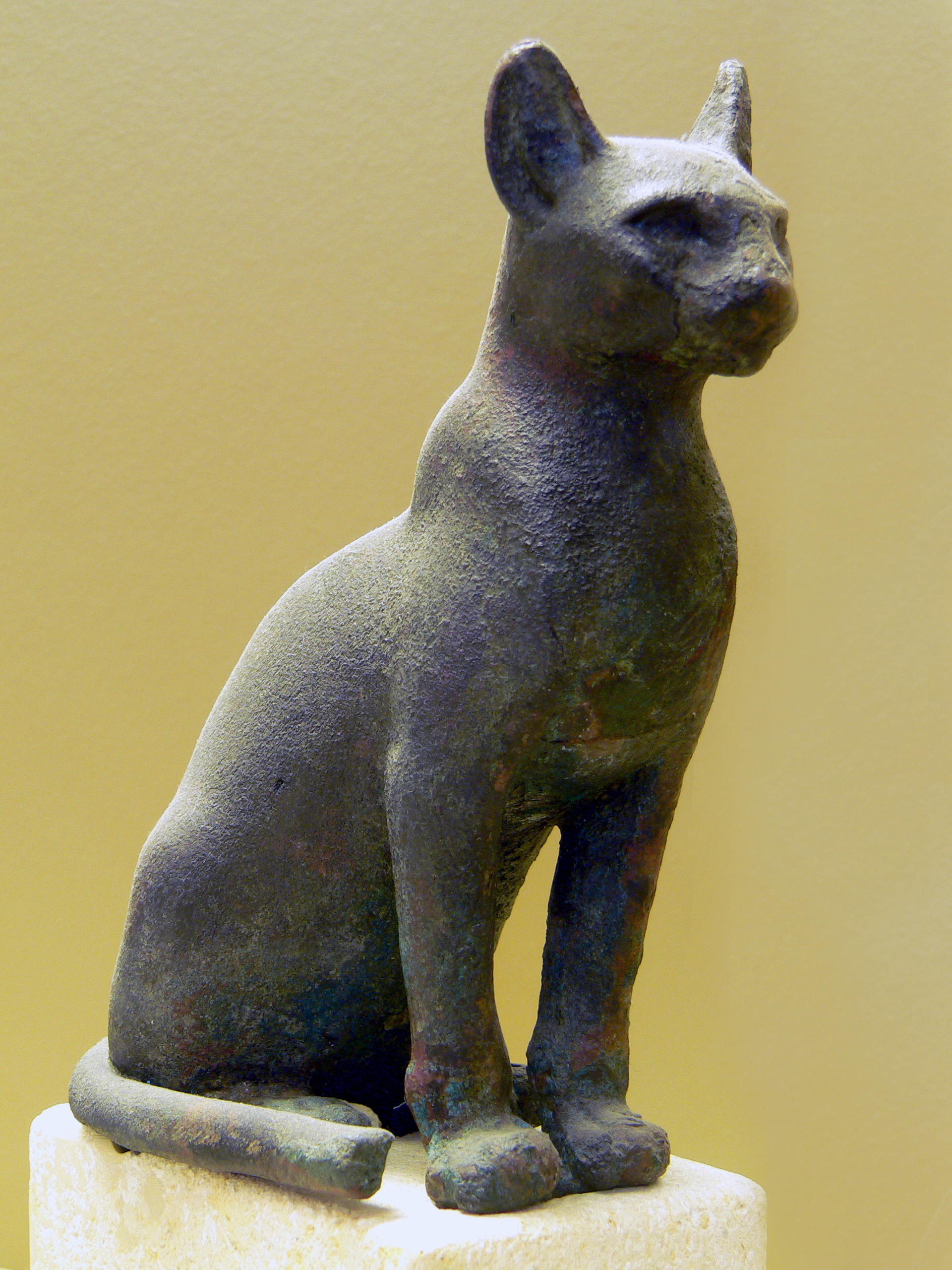
Egyptská socha kočky

Staří Egypťané kočky uctívali jako božstvo a věřili, že mají moc chránit člověka před zlem. Přítomnost kočky v domě znamenala požehnání. Nejposvátnější byly černé kočky chránící egyptské chrámy. Nálezy mumifikovaných kočičích těl a kočičích amuletů, například i v hrobech faraónů dokládají kultovní uctívání koček v Egyptě, kde měly i svou vlastní bohyni – Bastet, která byla zobrazována jako malá kočka se lví hlavou a později jako žena s kočičí hlavou. Vrchol jejího uctívání spadá do období kolem roku 500 před naším letopočtem. Bastet byla kromě jiného i bohyní vycházejícího Slunce, Měsíce, plodnosti a štědrosti. Poblíž chrámu ve městě Bubastis, jehož byla Bastet ochránkyní, bylo objeveno obrovské kočičí pohřebiště. Slunečního boha Ra vzývali Egypťané rovněž v kočičí podobě. Zabití kočky se trestalo smrtí a uhynulé kočky byly balzamovány. Egypťané nepovolovali vývoz koček z Egypta, ale díky fénickým obchodníkům se kočky přesto rozšířily do celého Středomoří. První doklady o kočkách v Evropě nacházíme na řeckých vázách z 5. století př. n. l. V Řecku byla kočka dávána do spojitosti s bohyní Afroditou a Artemis, jejíž kult částečně splynul s kultem Bastet.
Kočka domácí byla domestikována také v Asii, asi 1000 let př. n. l. začal jejich chov v Číně a od začátku letopočtu také v Indii. V Indii byla uctívána v podobě bohyně Šašthí, ochránkyně malých dětí a šestinedělek. Indové však věří, že chlupy, které kočce línají, mohou rituálně znečistit člověka, který si s kočkou hraje. V Číně byly kočky pod ochranou buddhismu, byly spojovány s chudobou a mnišstvím, zároveň měly mít moc před chudobou chránit. Na druhou stranu Číňané dodnes příležitostně kočky chovají i pro kožešinu a maso, které se jí hlavně v okolí Kantonu, čtvrté zvíře v čínském zvěrokruhu je obvykle známo jako zajíc či králík, může jím však být i kočka. Tento rozpor vznikl proto, že kočka i králík se v čínštině označují shodným názvem mao. V Číně je stejně jako v Evropě známa také pověra, že černé kočky přinášejí smůlu.

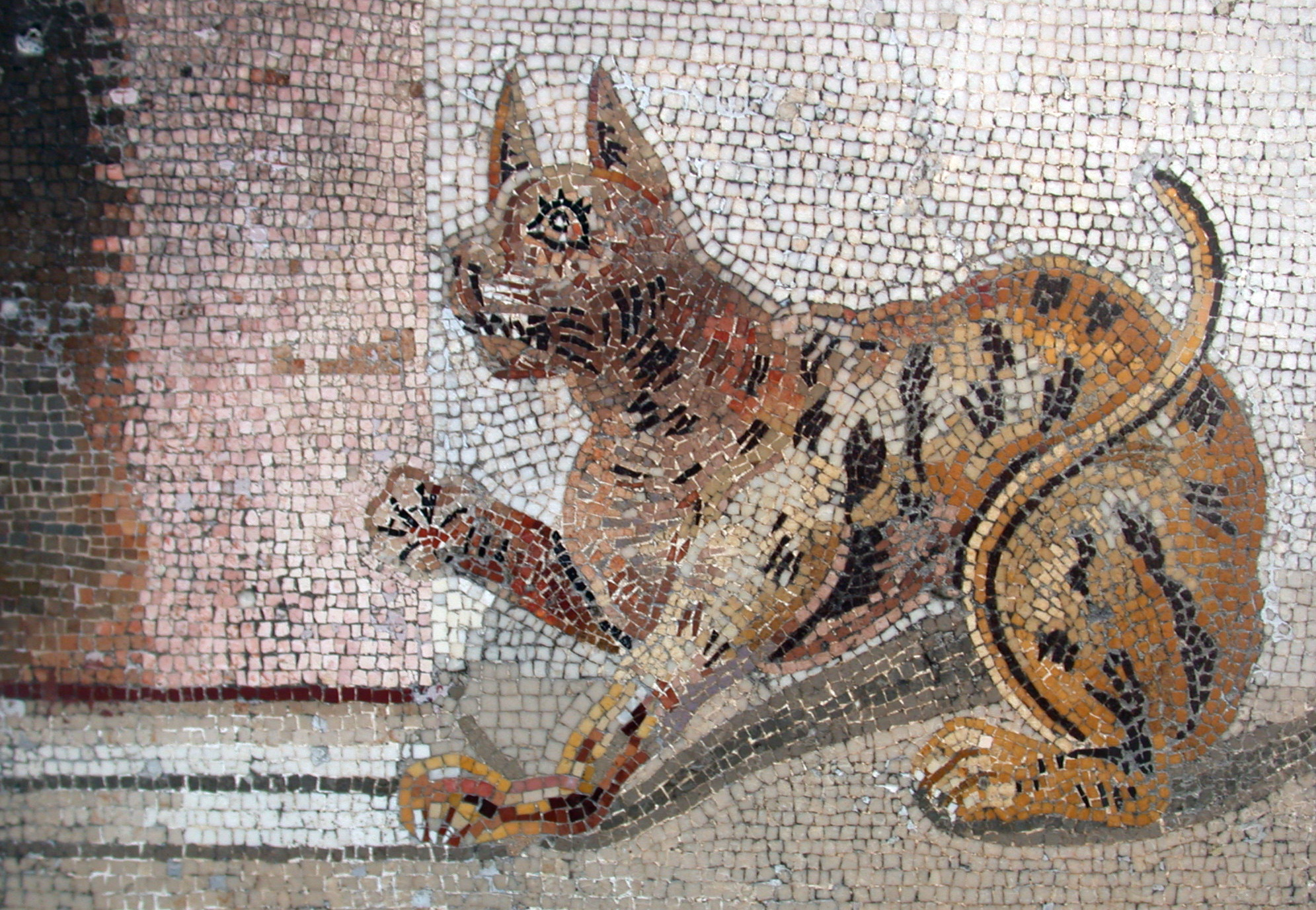
Pompejská mozaika zobrazující kočku

Za vlády římského císaře Octaviana Augusta se dostaly kočky do Říma, kde se staly ozdobou salonů bohatých Římanů. Brzy však se dostaly i do nižších vrstev a římští legionáři si je brali na svá vojenská tažení na sever a tak se kočky dostaly i do Velké Británie. Do 10. století našeho letopočtu byly kočky považovány za hodné ochrany, za přinášející štěstí a v mnohých krajinách (Anglie, Skotsko) byl vydán zákaz jejich zabíjení včetně stanovení pokuty za zabití. Římané převzali kult bohyně Artemis; kterou nazývali Diana, ale ke kočkám zastávali spíše praktický přístup jako k lovcům hlodavců.
Další „kočičí“ bohyně je skandinávská bohyně čarodějnictví a lásky Freya, která vlastnila kočár tažený kočkami, ovšem divokými. Ještě v 19. století se místy v Německu či Dánsku doporučovalo dívkám, které se chtěly šťastně vdát, aby dobře pečovaly o svou kočku – Freyno zvíře. Kladný vztah ke kočkám má islám, prorok Mohamed měl totiž kočku jménem Muezza, kterou velmi miloval. Na začátku středověku se kočky dostaly z Číny do Japonska, kde měly za úkol ochraňovat zámotky bource morušového nebo chránit staré rukopisy v chrámech před potkany. Japonci však také věřili, že se kočka, která se dožije sta let, promění v čarodějnici. Proto v japonských pohádkách často vystupují čarodějnice, které se teriantropicky proměňují v kočky.

### Středověk a novověk
V Evropě byla kočka ceněným zvířetem i v raném středověku. Nařízení Karla Velikého v 9. století uvádí kočku mezi zvířaty, která mají být chována v každém selském či klášterním dvoře. Kočka byla chráněna přísnými zákony. Například v 11. století ve Walesu měl ten, kdo by zabil či ukradl kočku z knížecích sýpek, zaplatit tolik obilí, kolik je třeba k zasypání kočky, která visí za ocas a čenichem se dotýká země. Křesťané na kočky původně nahlíželi kladně. Podle jedné legendy kočka zahřívala a chránila Ježíška v jesličkách, za což ji Panna Maria vděčně pohladila po hlavě. Typická kresba na hlavě mourovatých koček proto byla pokládána za stopu tří prstů Matky Boží. Kočka je v katolické ikonografii atributem svaté Gertrudy. Od 13. století se pohled na kočku radikálně změnil s příchodem inkvizice. Tehdy se vše, co předtím na nich lidé obdivovali (pružné pohyby, individualita a nezávislost), stalo podezřelým. Inkvizice vyhlásila kočku za posedlou zlými duchy, protože má v očích pekelný oheň, a za spojence čarodějnic a ďábla. V té době začaly být kočky upalovány spolu s čarodějnicemi, černá kočka se stala symbolem ďábla a například papež Řehoř IX. vyhlásil černé kočky za ďábelská stvoření, která chovají pouze kacíři a čarodějníci. Na konci 15. století další papež, Inocenc VIII., přikázal, aby byla společně s čarodějnicí upálena i její kočka. Pronásledování koček bylo na vrcholu v 16.–17. století, kdy byly kočky věšeny, přibíjeny na vrata nebo upalovány v koších (zvláště ve Francii a dnešní Belgii). V belgickém městě Ypres se každoročně druhou středu v květnu koná slavnost Kattenstoet. Zatímco ve středověku a raném novověku při ní byly kočky upalovány a shazovány ze zvonice, v 19. století tyto kruté praktiky zanikly a dnes se jedná naopak o oslavu koček. Kočky měly mít schopnost ovládnout mrtvé tělo a proměnit je v upíra. Přes pronásledování koček v raném novověku používali námořníci kočky na svých lodích pro lov myší a krys. Např. v britském námořnictvu v 18. stol. vznikla „oficiální funkce“ lodních koček, majících status člena posádky. Lodní kočky existovaly ještě ve 20. stol. Jedna z nich jménem Jenny se plavila i na Titanicu.[zdroj?] Takto se postupně kočky dostaly do Severní Ameriky, Austrálie a na Nový Zéland. S nástupem osvícenství se situace koček znovu obrátila, v období baroka a především rokoka se staly ozdobou salonů. Postupně se však obyčejná kočka jevila příliš obyčejnou a začalo její šlechtění. V 17. století přivezl cestovatel Pietro della Valle do Itálie první dlouhosrsté kočky z perské provincie Chorasán. V 18. století byly všechny dlouhosrsté kočky nazývané angorské podle Ankary, dnešního hlavního města Turecka, postupně se však ustálilo rozdělení na kočky angorské, perské a vanské.

### Moderní doba
Systematický chov koček existuje v Evropě asi 150 let. První výstava koček se konala v Crystal Palace v Londýně v roce 1871. Objevilo se na ní i několik exemplářů siamské kočky, v té době poprvé dovezené do Evropy. Výstavu zorganizoval spisovatel a malíř Harrison Weir, který také sepsal standardy a byl jedním z posuzovatelů. V roce 1887 byl v Londýně založen Národní klub chovatelů koček, který začal pořádat pravidelné výstavy. V roce 1895 byla uspořádána první výstava koček také ve Spojených státech.
Další organizace na sebe nenechaly dlouho čekat: roku 1898 byl ve Velké Británii založen Klub koček, o pět let později vznikla Asociace chovatelů koček, CFA. V roce 1910 přibyl Řídící výbor chovatelů koček (GCCF), v roce 1949 Mezinárodní felinologická federace, FIFe, která je v současnosti hlavní organizací chovatelů koček v Evropě včetně ČR. Existuje však celá řada dalších chovatelských spolků.
Ve Spojeném království některé kočky žijící v sídle premiérů, Downing Street, získaly titul „Vrchní myšilov úřadu vlády“.

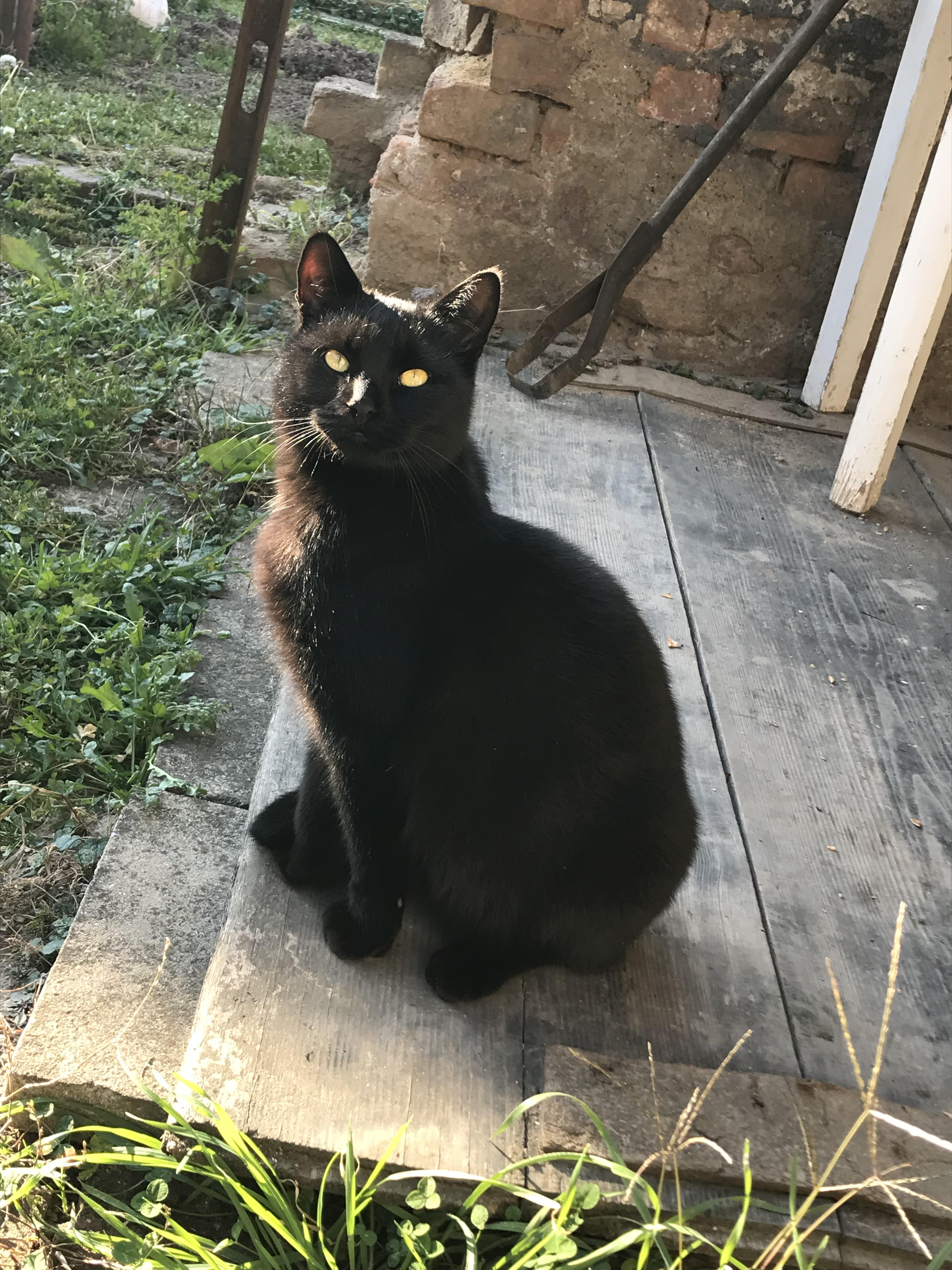
nešlechtěná kočka domácí (černá)

## Popis

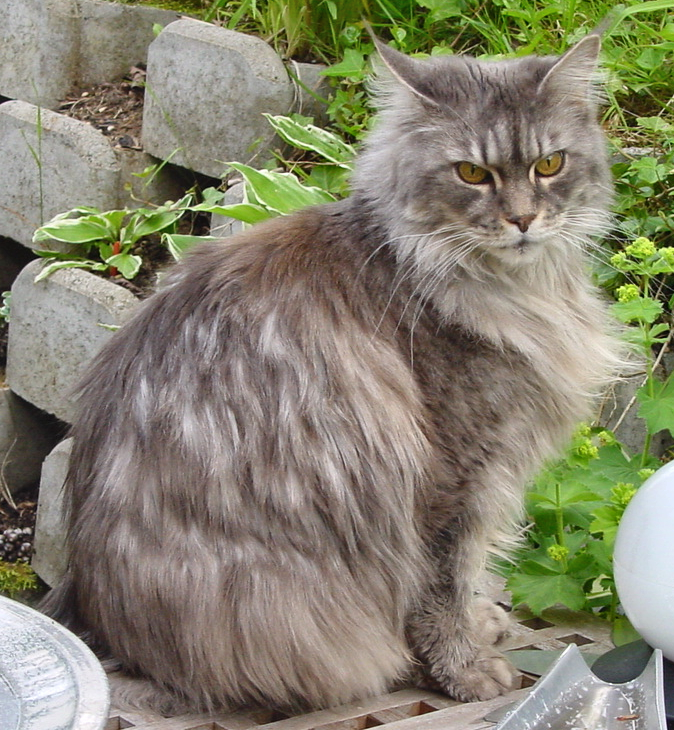
Mainská mývalí – příklad svalnatého typu

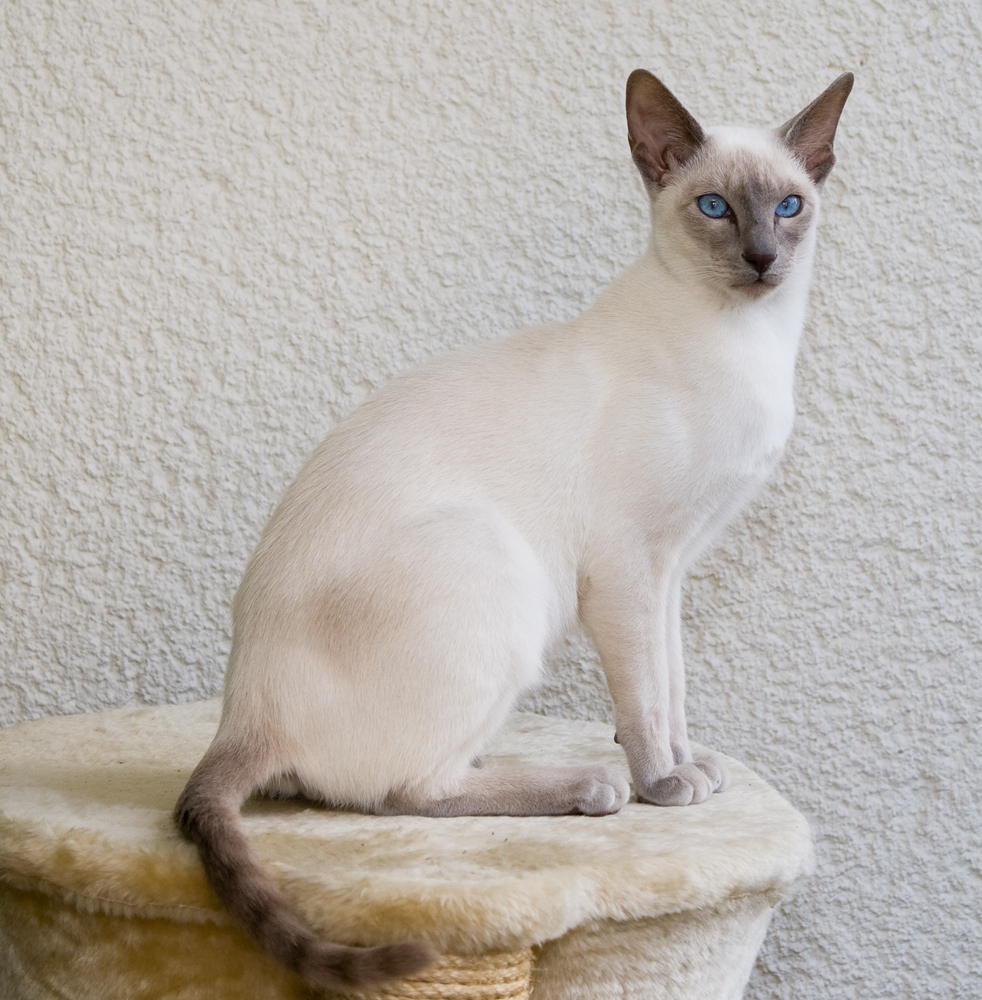
Siamská kočka – příklad útlého typu

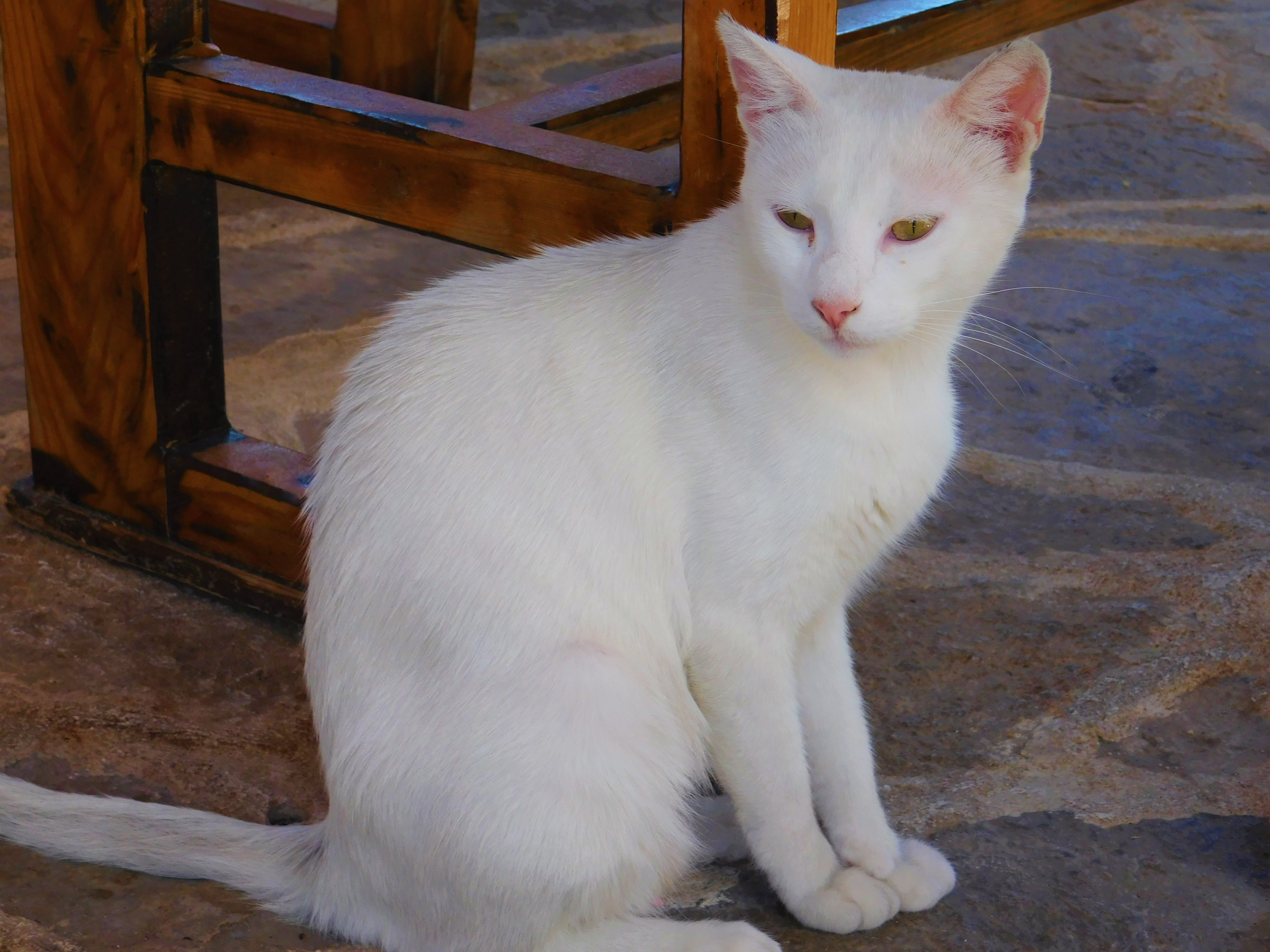
Obyčejná (nešlechtěná) bílá kočka

Kočky domácí jsou si, navzdory dlouhému období domestikace, navzájem stále velmi podobné. Obecné rysy stavby těla jsou stejné – kočka má dlouhé tělo s relativně krátkými končetinami, krátký krk, poměrně širokou a krátkou hlavu a středně dlouhý ocas. V kohoutku je kočka vysoká asi 30 cm, délka těla včetně ocasu činí pak kolem 80 cm. Kocouři jsou větší než samice a váží asi 3,5–8 kg, hmotnost koček se pohybuje od 2,5–5 kg. Srst je obvykle krátká, rovná a přilehlá.
Ačkoliv je kočka domácí domestikovaná forma kočky divoké, její teritorium se neliší od kočky divoké. Mláďata vrhá a vychovává na suchých místech, obvykle ve stodolách nebo v jiných, podobných hospodářských objektech. Lovit chodí především v noci, protože má větší pravděpodobnost, že vyhledá potravu. V jejím jídelníčku jsou především drobní hlodavci a ptáci. Proto se při lovu pohybuje především na polích a zahradách nebo na stromech. Kočky, které jsou pravidelně krmeny, loví hlavně pro zábavu a často mají ve zvyku ukazovat člověku své úlovky. Ve dne kočka často odpočívá především na místech, kde se cítí v bezpečí, tzn. na vyvýšených teplých místech jako jsou stromy, trámy na půdách apod. Denně prospí až 16 hodin.
Existují tři základní tělesné typy koček: zavalitý typ, který se vyznačuje kratším a kompaktním tělem, hlubokým hrudníkem, širokou zádí, krátkou a kulatou hlavou s plochým obličejem a krátkými končetinami. Typickými plemeny tohoto typu jsou perská a exotická kočka a britská krátkosrstá kočka. Podobný je svalnatý typ, který se někdy zahrnuje pod typ zavalitý. Je pro něj typické dobré osvalení, delší končetiny než u předešlého typu a ne tak kulatá hlava. Tento typ je nejčastějším tělesným typem kočky. Zcela odlišný je útlý typ, nazývaný též štíhlý či orientální typ kočky. Kočky tohoto typu mají štíhlé tělo, protáhlou klínovitou hlavu a dlouhé nohy. Extrémně štíhlý typ je typickým znakem současných siamských či orientálních koček.
Existují i názory, že zavalitý a svalnatý typ kočky jsou znakem potomků kočky divoké evropské, zatímco útlý typ pochází z kočky plavé. Mezi jednotlivými tělesnými typy existují plynulé přechody. Některá plemena koček se díky selekci stavbou těla výrazněji odlišují, např. japonský bobtail má zkrácený a deformovaný ocas. Americký curl a skotská klapouchá kočka se pak vyznačují změnami ušních boltců. Plemeno munchkin má zase geneticky zkrácené končetiny, podobně jako jezevčík, a stejně jako u nich se jedná o geneticky fixovanou chondrodysplazii. Občas se vyskytují také kočky s polydaktylií, které mají více než pět prstů na každé noze.
Kočka je především dokonalý predátor – má ostré smysly, dokáže se potichu plížit i vyvinout velkou rychlost (udává se 48 km/h) a je vyzbrojena zuby a zejména drápy k usmrcení kořisti.
Hlava kočky je spíše široká a krátká, mezi jednotlivými plemeny však existují poměrně velké rozdíly v jejím tvaru: britské, exotické a perské kočky (obecně zavalitý typ) mají hlavu nápadně kulatou, evropská krátkosrstá, mainská mývalí kočka či turecká angora se vyznačují mírně protáhlejší hlavou, orientální kočky mají lebku velmi protáhlou. Ještě větší rozdíly jsou v nasazení uší či utváření stopu. Vždy jsou nápadné velké čelisti a oči.
Kočka je prstochodec, došlapuje na spodní plochy prstů, které jsou vybaveny měkkými polštářky. Na předních končetinách má kočka pět, na zadních čtyři prsty. Drápy jsou zatažitelné a při chůzi skryté v kožních záhybech. To kočce umožňuje tichý pohyb, který je důležitý pro úspěšný lov. Mimovolným důsledkem je fakt, že stopy kočkovitých šelem díky tomu lze snadno odlišit od stop šelem psovitých. Drápy na předních nohách si kočka obrušuje pravidelným škrabáním, zejména o dřevěné předměty (v přírodě to jsou hlavně stromy), zadní si okusuje.
Kůže kočky je kryta srstí, jediná neosrstěná místa jsou nosní zrcátko, polštářky tlapek a bezprostřední okolí struků, genitálií a konečníku. Srst kočky je tvořena až 20 000 chlupy na centimetru čtverečním. U koček se vyskytuje několik typů srsti – krátkosrstá kočka má po celém těle krátkou a přilehlou srst, polodlouhosrsté a dlouhosrsté mají srst delší a zpravidla jemnější. V chovu ušlechtilých koček se udržují i mutace podmiňující zvlněnou srst, jakou mají kočky typu rex, drátovitou srst, která je plemenným znakem americké drsnosrsté kočky, či úplnou bezsrstost sphynxů. Dlouhosrsté kočky línají po celý rok, krátkosrsté pak hlavně na jaře, kdy se zbavují zimní srsti.
Na zbarvení srsti se podílí devět lokusů: A, aguti, který způsobuje nestejnoměrnou pigmentaci chlupu; B, který ovlivňuje plné černé zbarvení; C, který řídí plné zbarvení či odznaky; D, který řídí případné ředění barvy; I, inhibitor zbarvení chlupu; O, lokus pro zrzavé zbarvení; S, lokus, který způsobuje bílou skvrnitost; T, který má na svědomí kresbu srsti; a konečně W, který způsobuje bílou barvu srsti. Kombinace těchto genů vytváří až 235 barevných variet domácí kočky.
Základními barvami srsti kočky domácí jsou černá, červená, čokoládová a skořicová, ředěním těchto barev vzniká modrá, želvovinová, lila a plavá. Bílá se za základní barvu nepovažuje, jde o nedostatek pigmentu. Výsledné zbarvení kočky je ovlivňováno také kresbou, která je tvořena interakcí alely A a T. Rozeznáváme čtyři druhy kresby: habešská, při které je srst na těle tvořena pískově žlutými chlupy s černými proužky, a která je typická právě pro habešské kočky, mramorovaná kresba, která je typická třemi hřbetními pruhy a oválnou kresbou na bocích těla, tygrovaná kresba a tečkovaná kresba, které je jediným povoleným zbarvením ocicatů a egyptských mau.
Působením genů albinotické série, které omezuje tvorbu pigmentu v srsti, kůži i oční duhovce, vzniká siamské a barmské zbarvení. Tělo kočky je světlé až bílé, na koncových částech těla (končetiny, ocas, uši) se pigment vytváří. Oči koček se siamským zesvětlením jsou vždy modré, oči barmských koček jsou jantarové. Křížením těchto dvou typů zbarvení vzniká jejich přechod, zvaný tonkinské zbarvení.

### Anatomie

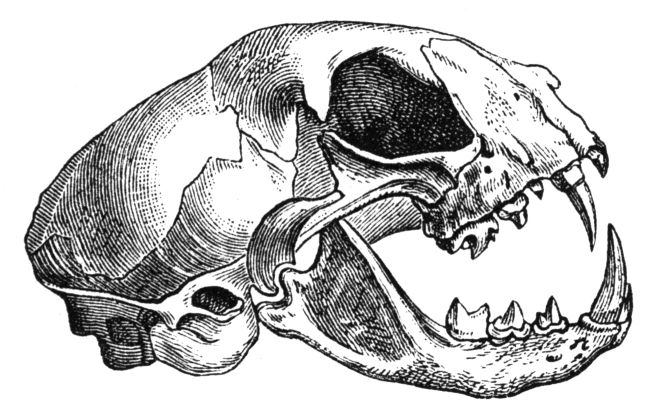
Kresba lebky kočky domácí

Dospělá kočka má 244 kostí a 512 svalů. Kostra kočky se skládá z lebky, páteře, žeber s hrudní kostí a kostí končetin. Spojení pákovité stavby zadních končetin a silných zádových svalů umožňuje kočce velice rychlý start a mohutné skoky, není však vhodné pro dlouhodobý výkon.
Velice pružnou páteř z volně spojených obratlů umožňující ohnutí těla prakticky o 180 stupňů tvoří 7 krčních, 13 hrudních a 7 bederních obratlů, kost křížová (ze 3 srostlých obratlů) a obvykle 20–26 obratlů ocasu. Lebka kočky je středně dlouhá, s dobře vyvinutou mozkovnou a silnými čelistmi.
Kočka domácí má úplný sekodontní chrup, který umožňuje potravu trhat, ale ne žvýkat. Mléčný chrup kočky obsahuje 26 zubů. Koťata se rodí jako bezzubá, zoubky se prořezávají 10–30 dní po narození. Výměna mléčného chrupu za trvalý probíhá obvykle od 3. do 6. měsíce věku. Trvalý chrup se skládá z 30 zubů, přičemž z horní čelisti jich vyrůstá 16, z dolní 14. Skus je klešťovitý, to znamená, že řezáky obou čelistí se dotýkají řeznými plochami. Při posuzování pravidelnosti skusu u šlechtěných plemen koček se povoluje tolerance 2 mm. Větší odchylky se označují za předkus či podkus a jsou nežádoucí. Vzhledem k možné dědičné podmíněnosti se jedinci s předkusem či podkusem vyřazují z chovu.

### Smysly

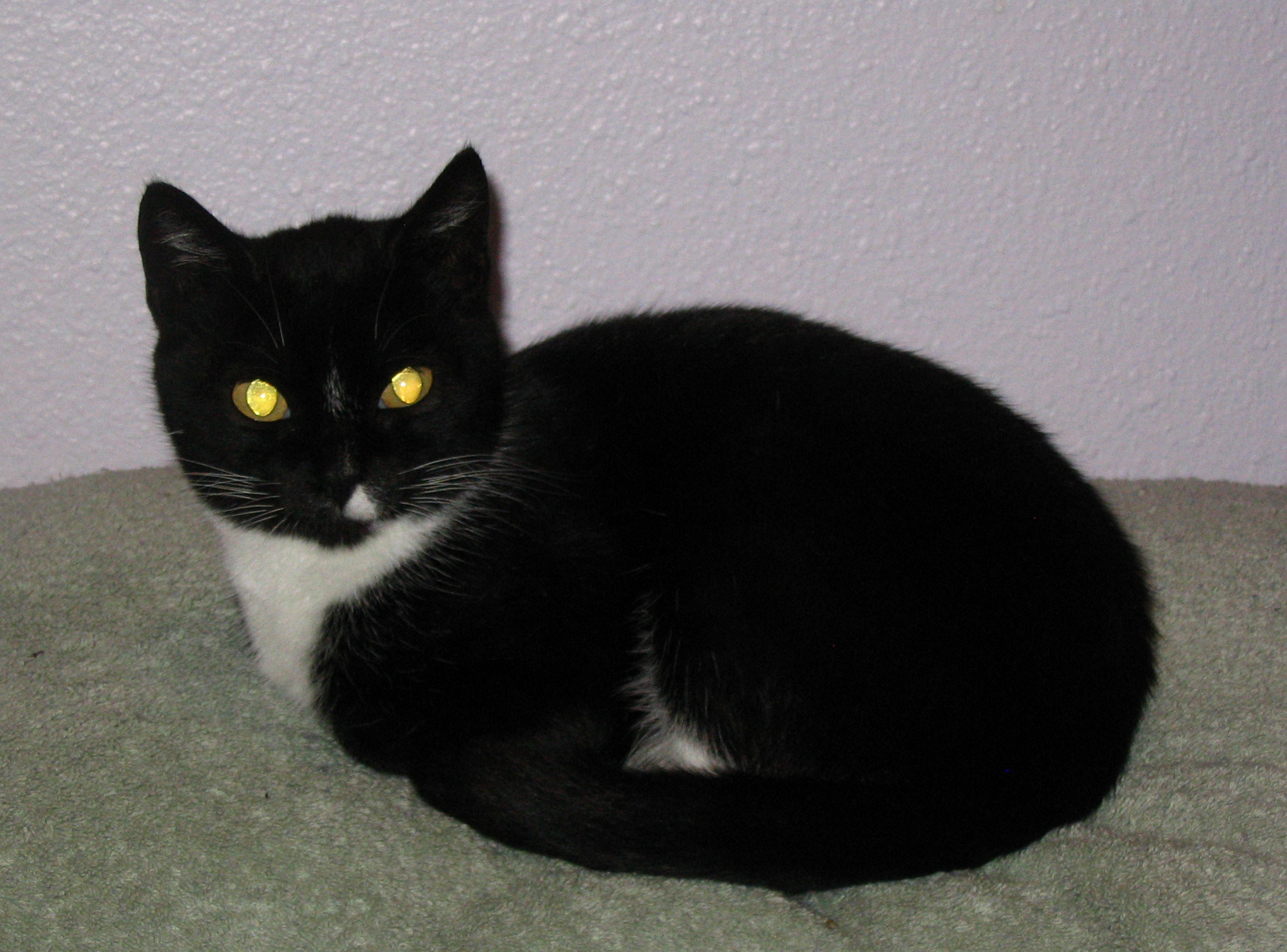
Odražené světlo způsobuje zlatozelený svit kočičích očí

Kočka domácí má výborně vyvinuté smysly (zrak, sluch i čich). Oproti člověku má sice menší zorné pole (205 stupňů oproti 220 stupňům u člověka), vidí však ostřeji a v šeru ji napomáhá tapetum lucidum, vrstva buněk nacházející se na cévnaté vrstvě za sítnicí, které odrážejí dopadající světlo. Tato schopnost způsobuje charakteristický zlatozelený svit, který lze v očích kočky za šera pozorovat. Na světle se kočičí zornice stáhne do úzké štěrbiny. Kočka vnímá některé barvy, v jejím světě je však nejdůležitější pohyb a barvy nehrají důležitou roli.Kočka nejlépe vidí dívá-li se do vzdálenosti 2-6 metrů.
Kočky mají výborný sluch, díky kterému slyší lépe než pes i člověk, čemuž napomáhají pohyblivé ušní boltce, díky důmyslnému osvalení je může otáčet až o 180°, a to nezávisle na sobě. Kočka domácí má schopnost přesně rozlišit, odkud daný zvuk vychází. Spodní hranice slyšení je asi 30 Hz, tedy stejně jako u člověka, horní hranice je pak asi o dvě oktávy výše než u lidského sluchu, 45 kHz.
Nosní sliznice kočky obsahuje asi 200 miliónů čichových buněk. Čich slouží kočce k nalezení kořisti, k orientaci v prostředí a ke komunikaci s ostatními kočkami. Kočka domácí má zachovaný Jacobsonův orgán, kterým může také přijímat určité pachy, jako jsou feromony vylučované říjícími kočkami.
Chuť je těsně spojená s čichem. Zajímavé je, že kočky nemají schopnost vnímat sladkou chuť. Hmat je ze všech smyslů nejméně vyvinut. Nejcitlivějším místem na těle kočky je jazyk, dále čenich a tlapky. Na tlapkách jsou citlivé receptory vnímající vibrace, díky kterým může kočka zaznamenat i nepatrné chvění. Schopnost koček předpovídat zemětřesení je zřejmě dána právě touto citlivostí. Kočka domácí má dále na hrudních končetinách a na obličeji citlivé hmatové vousy, které ji umožňují orientaci i v naprosté tmě. Kočka je do značné míry necitlivá vůči vysokým teplotám – povrch rozehřátý na 44 °C již člověku připadá jako horký a dotyk vnímá jako bolest, kočka teplotu povrchu vnímá jako nepříjemnou až při 52 °C.

## Fyziologie

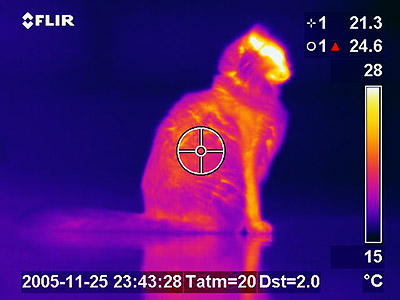
Termografický snímek kocoura

Kočka domácí je teplokrevný živočich, její vnitřní tělesná teplota je 38,0–39,5 °C, měří se obvykle v konečníku lékařským teploměrem. Koťata a mladí jedinci mají tělesnou teplotu trochu vyšší, dospělí kastráti naopak trochu nižší. Dechová frekvence zdravé kočky, v klidu při pokojové teplotě, se pohybuje od 20 do 30 nádechů za minutu, tepová frekvence se pohybuje mezi 110 až 130 tepy za minutu.
Je to tvor s krepuskulární aktivitou a přirozeně je nejaktivnější večer a v brzkých ranních hodinách. Denně prospí 12–16 hodin, přičemž platí, že útlý, orientální typ je aktivnější než typy zavalité.
Kočky žijící divoce se dožívají v průměru 3–5 let, zatímco doma chované kočky až 15 let (podle plemene). Guinnessova kniha rekordů uznává jako nejstarší kočku Creme Puff, která se narodila 3. srpna 1967 a dožila se 38 let. Na věk dožití kočky působí mnoho faktorů – její zdraví, výživa a i to, jestli chodí ven a vystavuje se tak nebezpečí úrazu. Podle statistik se kastrovaná zvířata dožívají delšího věku než nekastrovaná, která mají sklon více se toulat.

### Rozmnožování

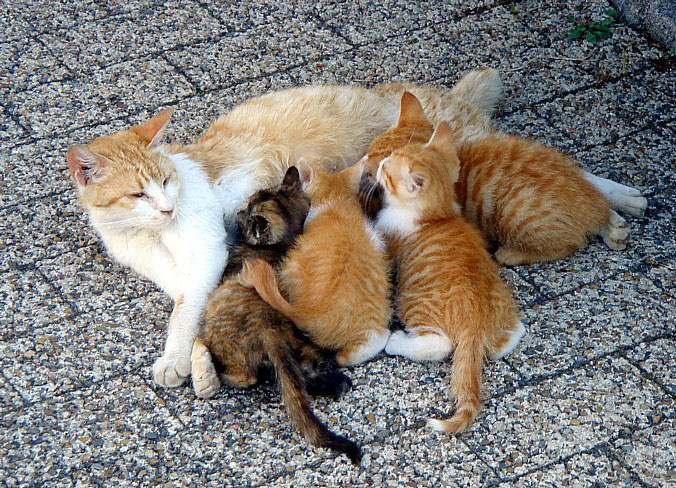
Kočka s koťaty

Většina koček pohlavně dospívá v 7. až 9. měsíci, kočky obvykle dospívají později než kocouři. U některých jedinců může dojít k pohlavní dospělosti už v 6 měsících věku, naopak u některých plemen, zvláště větších, dochází k pohlavní dospělosti až po jednom roce věku jedince. Časnější nástup stimuluje styk s již cyklujícími kočkami či kocoury. Protože kočky tělesně dospívají později, než dojde k dospělosti pohlavní, neměly by se nakrývat před dosažením alespoň 12 měsíců věku.
Kočky mohou mít dva vrhy ročně, v jednom vrhu může být až deset koťat.

#### Říje
Kočka domácí je sezónně polyestrické zvíře, k říji dochází v průběhu celého roku vyjma zimy. Pouze v případě horkého léta může být říje omezená jen na jaro a podzim. Říje trvá u koček zhruba 7 dní, ale její délka může být u konkrétních jedinců velice variabilní (zpravidla se však vejde do 3–15 dnů). Období mezi jednotlivými říjemi může být pouze tři týdny až měsíc. Klasickými příznaky říje jsou neklid, protahování se, otírání se o nohy chovatele, nepravidelný a snížený příjem potravy a vytrvalé snahy uniknout ven za kocourem. Při silnějším pohlazení po zádech se většina koček staví do pářícího postoje (přední končetiny natažené vpředu, hrudník se dotýká země, pokrčené zadní nohy posunuté pod břichem a ocas nahoře nebo na straně). Kocouři v období říje projevují taktéž neklid, jsou více cítit a ve zvýšené míře značkují močí své teritorium.
Volně žijící kočky ohlašují říji močí a naléhavým voláním, na které často odpoví více kocourů. Kočka se otírá o předměty a válí se po zemi. Kocouři přilákáni pachem a voláním říjící se samice bojují o právo se pářit. Někdy stačí jen ritualizovaná agrese, velmi často však dojde i k fyzické konfrontaci. S kočkou se často spojí jen jediný, nejsilnější kocour z celé skupiny, i když výjimkou není ani superfekundace, což je jev, při kterém je kočka během jedné říje oplodněna více kocoury a v jednom vrhu jsou koťata různých otců.
Když je kočka připravená k páření, dá to kocourovi najevo tím, že zaujme pářící postoj. Koitus trvá jen několik sekund a skončí násilným odstrčením kocoura kočkou, kočka může kocoura i napadnout. Během styku s kocourem teprve drážděním samičích pohlavních cest dojde k ovulaci (provokovaná ovulace). Nespáří-li se kočka, říjový cyklus se vrací zpět do proestru a další říje může nastat už za další týden.
U kočky může říje nastat i v průběhu březosti, kočka se může pářit a výsledkem je superfetace, kdy jsou v děloze kočky plody různého stáří.

#### Březost a porod

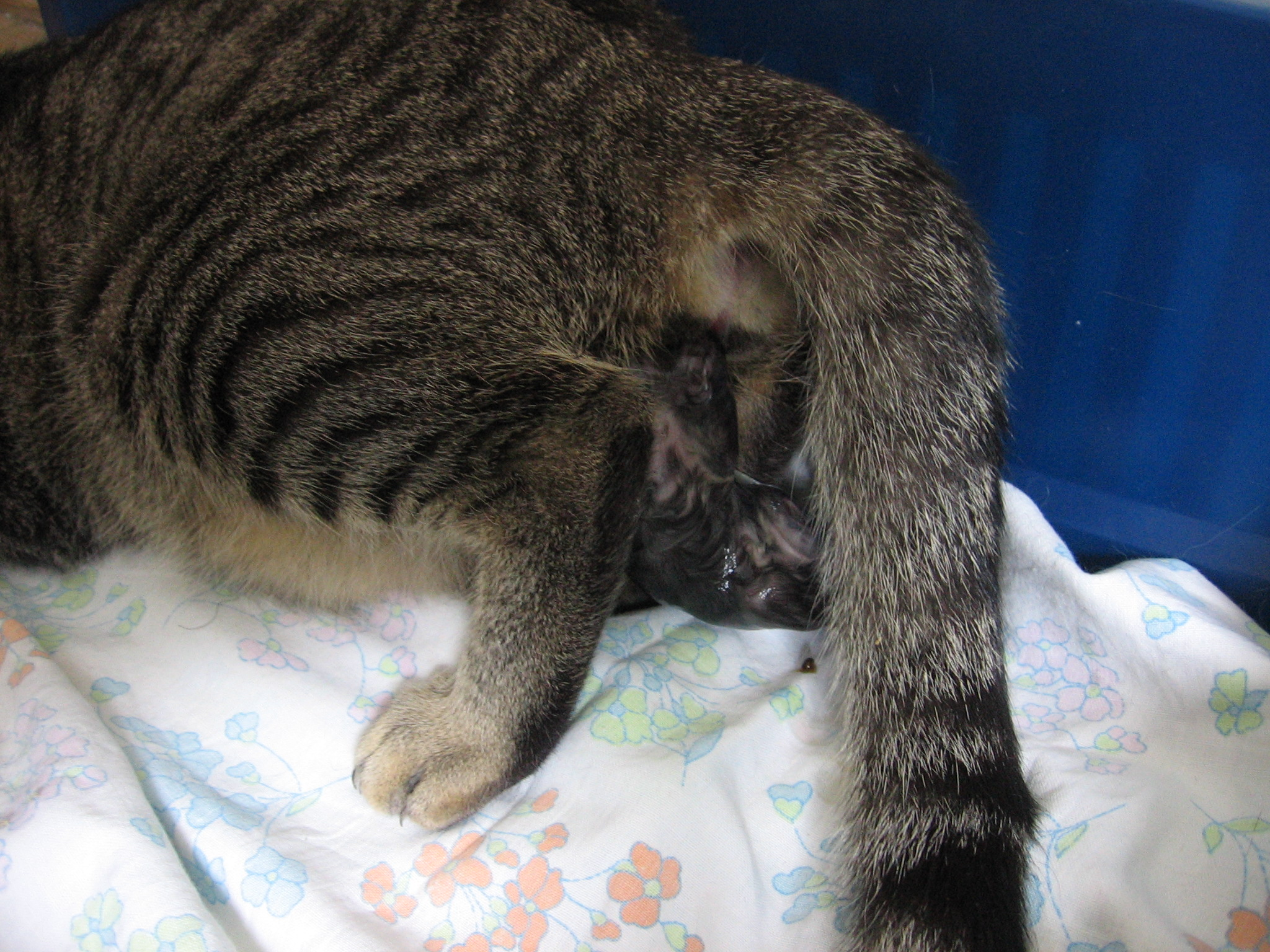
Kotě procházející porodními cestami kočky

Březost u kočky domácí trvá přibližně 9 týdnů, fyziologická délka březosti počítána od krytí se pohybuje v rozmezí od 56 do 71 dní, průměrně 65 dní. Za rok může být kočka březí i dvakrát a porodit může 5 až 10 koťat.
Březí kočky bývají klidnější a přijímají více potravy. Prvním příznakem březosti je ztmavnutí struků, které se objeví za 2–3 týdny po krytí. V druhé třetině březosti je u většiny koček vidět zvětšené břicho a slabiny. Mléčné žlázy bývají zvětšené a překrvené, patrné v srsti. V poslední třetině březosti je, zvláště při větším počtu mláďat, břicho nápadně zvětšené. Již kolem 26.–30. dne březosti je možná diagnostika pomocí ultrazvukového vyšetření kočky. U koček, které se sice pářily, ale nezabřezly, se totiž může objevit falešná březost, pseudogravidita, která věrně připomíná březost skutečnou. Tento stav je způsoben tím, že došlo k ovulaci a hormonální vyladění organismu odpovídá skutečné březosti, ale bez přítomnosti plodů v děloze. Místo porodu končí říjí, která nastane v době očekávaného porodu nebo dříve.
V posledních dnech před porodem dochází k výraznému zvětšení mléčných žláz, uvolnění pánve a ke zduření vulvy. Kočka může být neklidná, vyhledává tmavá a tichá místa k vrhu. Délka porodu je individuální a záleží mimo jiné na velikosti vrhu, může trvat až 24 hodin. Obyčejně se rodí 4 až 6, ale také až 10 koťat.

#### Koťata

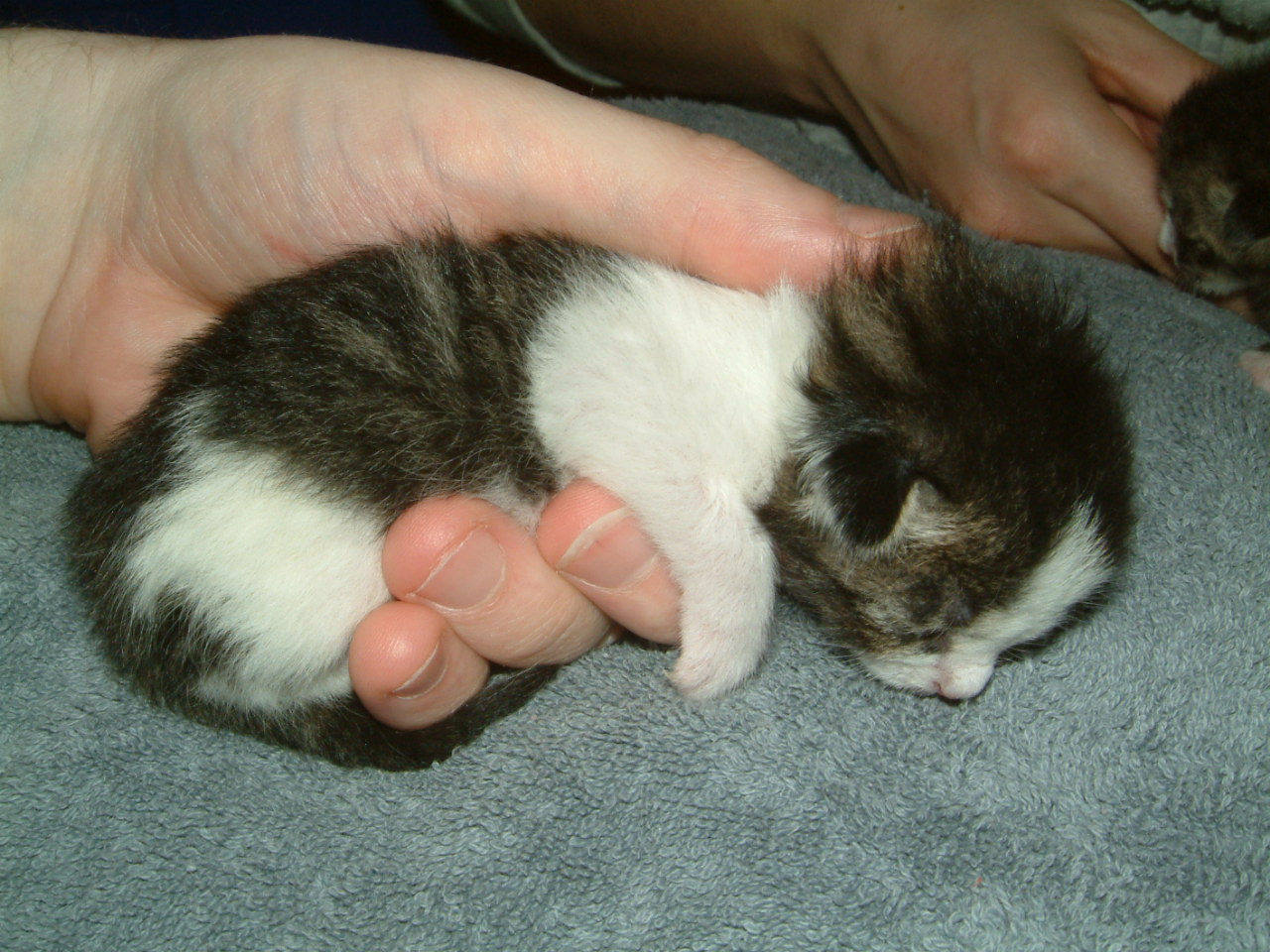
Tři dny staré kotě

Koťata se rodí slepá a hluchá, osrstěná. Hmotnost se pohybuje okolo 57–114 gramů. Koťata mají hned po narození vyvinutý čich a hmat, tyto dva smysly používají k nalezení bradavky matky. Oči se jim otevírají po 5 dnech, sluch je vyvinutý až po 2 týdnech. Chodit začnou přibližně za 20 dní.
Hned po porodu se matce začne vylučovat mlezivo (kolostrum), první potrava pro novorozená koťata. Teprve později jsou koťata krmena mlékem. Kočičí mléko je albuminové, neobsahuje kasein a jen malé množství laktózy, proto je kravské mléko jako náhradní potrava pro koťata nevhodné a nebezpečné. Náhradním řešením pro krmení koťat, která ztratila matku, jsou specializované mléčné náhražky nebo v nouzi kondenzované mléko, ředěné vlažnou vodou.
| Druh mléka    | Voda (%) | Tuk (%) | Bílkoviny (%) | Sacharidy (%) | Popel (%) |
| ------------- | -------- | ------- | ------------- | ------------- | --------- |
| Lidské mléko  | 87       | 4,8     | 1,5           | 6,4           | 0,3       |
| Kočičí mléko  | 82       | 3,3     | 9,1           | 4,9           | 0,6       |
| Kravské mléko | 88       | 3,7     | 3,2           | 4,7           | 0,7       |

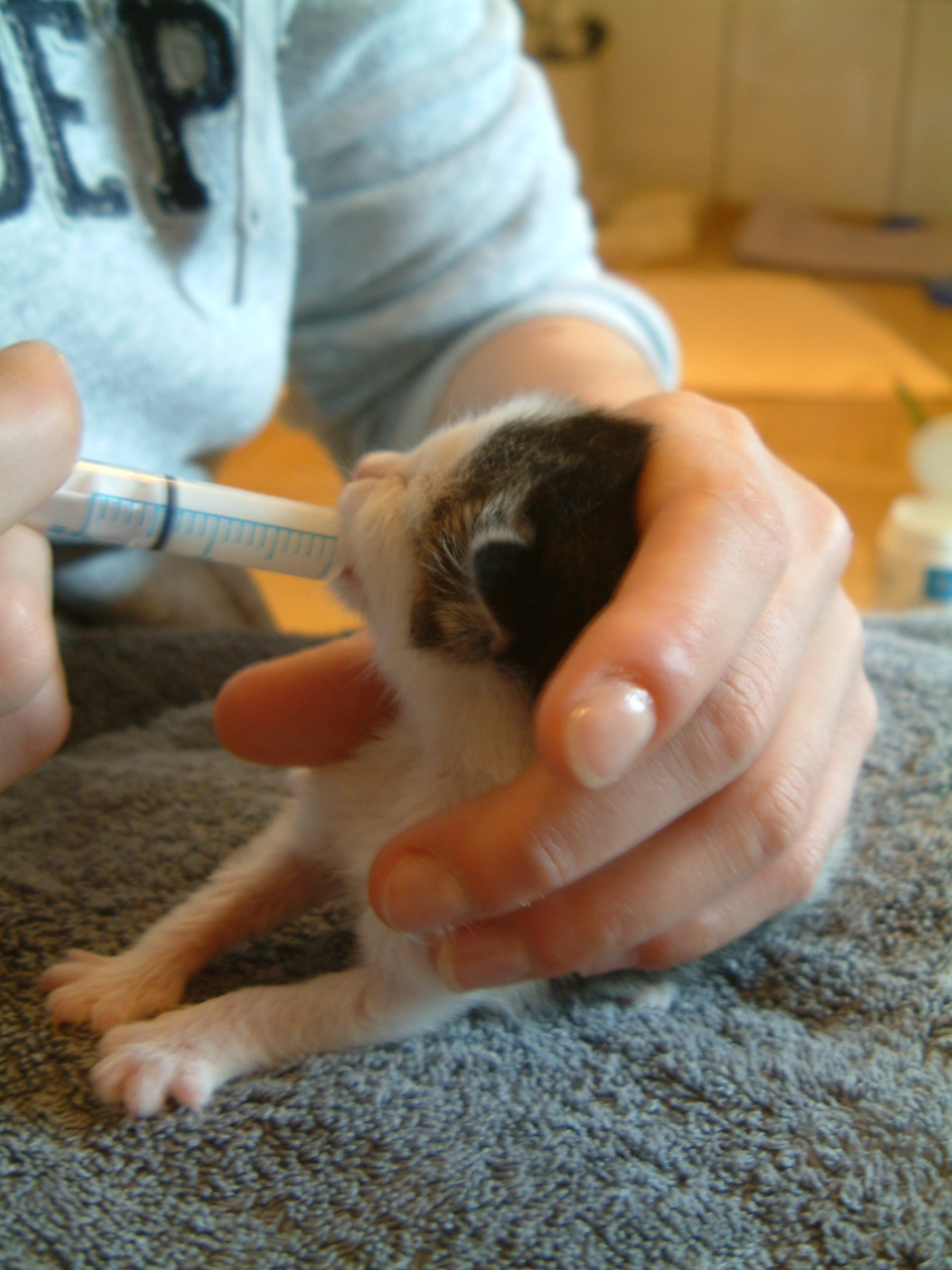
Krmení kotěte pomocí injekční stříkačky

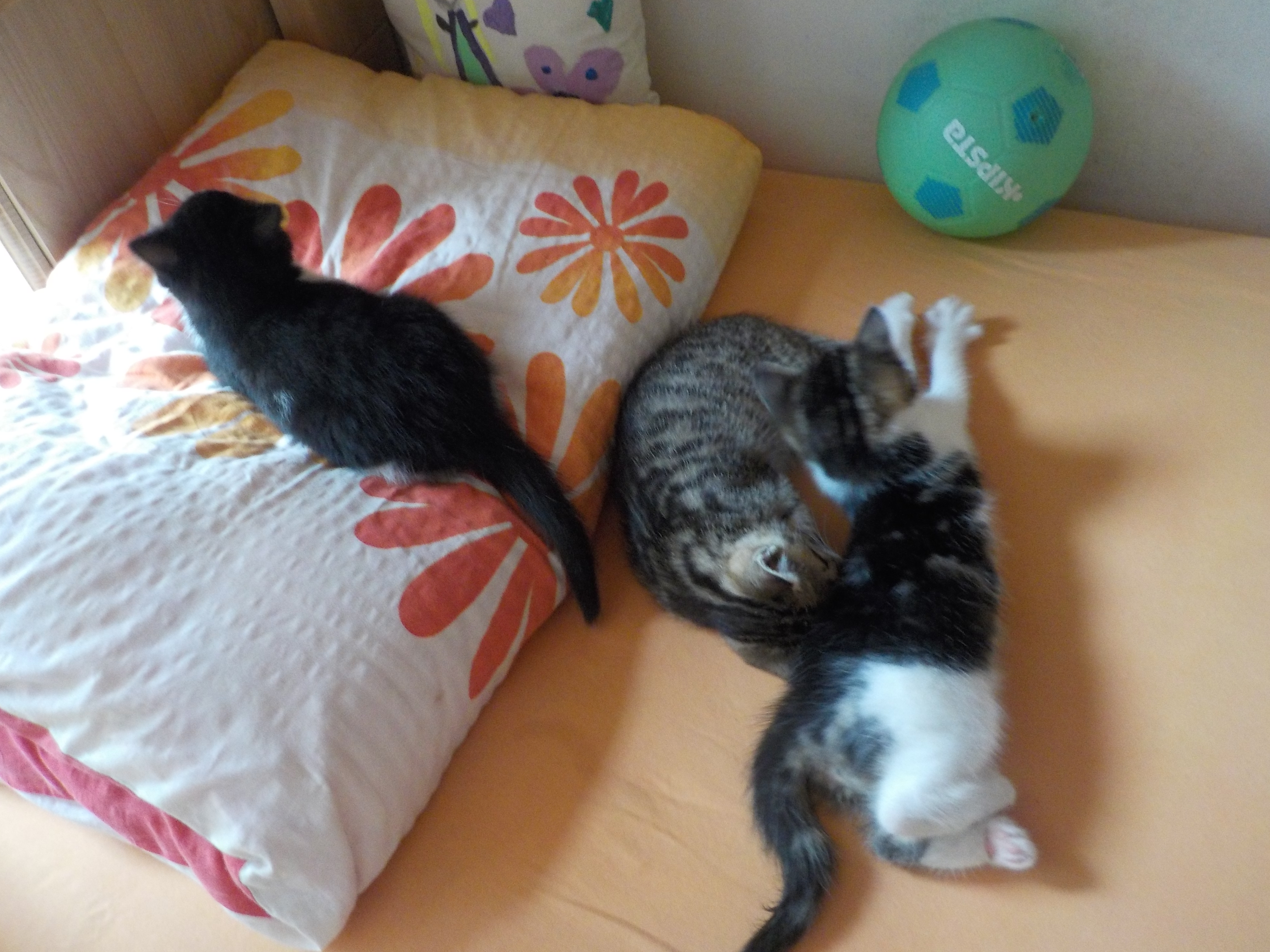
Přibližně dvouměsíční mládě kočky domácí

Koťata podporují produkci mléka masírováním okolí bradavek („mléčný krok“) a předením. Silnější jedinci obvykle vyhledávají přední páry bradavek, v nichž je produkce mléka intenzivnější. Pijí několikrát denně, zbytek času prospí. Kočka koťatům masíruje břicho, anální otvor a genitálie, čímž podporuje vylučování moči a trusu. Koťata sama ještě nejsou schopna samostatného vylučování. V této fázi koťata rychle rostou a po týdnu by měla zdvojnásobit svojí porodní váhu.
Koťata otvírají oči kolem 10. dne věku. V té době váží okolo 200 gramů. Začínají vnímat svoje okolí a aktivně ho prozkoumávat. Učí se pohybovat a od třetího týdne se objevují první hry, při kterých se učí běhat, skákat, plížit se a lovit, koťata poznávají okolí. Na konci prvního měsíce věku váží okolo 300 gramů a začínají se sama čistit. V tomto období je chovatel může začít přikrmovat. Koťata jsou čistotná a už v tomto věku se mohou naučit používat kočičí toaletu.
Období mezi pátým až sedmým týdnem je důležité pro socializaci koťat. Koťata si vytvářejí vztah k vlastnímu druhu a k druhům, se kterými přicházejí do styku. Koťata, která v tomto období neměla kontakt s člověkem, se budou lidem celý život vyhýbat a nikdy z nich nevyrostou přítulné kočky, na rozdíl od koťat, která měla v tomto období možnost socializace na člověka. Ve věku deseti týdnů už jsou koťata vůči novým věcem obezřetnější a jejich povahy jsou plně vyvinuté.
Ve třech měsících jsou již plně odstavená. Dvanáct týdnů věku je u ušlechtilých plemen koček doporučený věk odběru koťat a jejich prodeji novému majiteli. V tomto věku jsou koťata velmi hravá a učí se sociálnímu chování. Ve volné přírodě, kde koťata zůstávají s matkou, ji následují při každodenních činnostech a učí se samostatně lovit. Okolo pátého měsíce věku dojde k výměně zubů.

## Kočka nebo kocour
Po dosažení pohlavní dospělosti vyniknou pohlavní rozdíly mezi kočkou a kocourem. Kocour bývá větší, má širší krk a větší hlavu. Kočky bývají menší a jejich hlava má tvar trojúhelníku (záleží však na plemeni). Nekastrovaný kocour je teritoriální a svůj revír si značí močí a otíráním se o předměty. Ze svého teritoria vyhání vetřelce. Na rozdíl od kočky se toulá a při hledání samice v říji může strávit několik dní mimo domov. Revír nekastrovaného kocoura je asi třikrát větší než teritorium nekastrované kočky. Kočky nesnášejí změnu prostředí a nerady cestují, při hrách ale nejsou tak agresivní jako kocouři. Po kastraci se však značná část povahových rozdílů mezi kocourem a kočkou ztratí.

## Kastrace

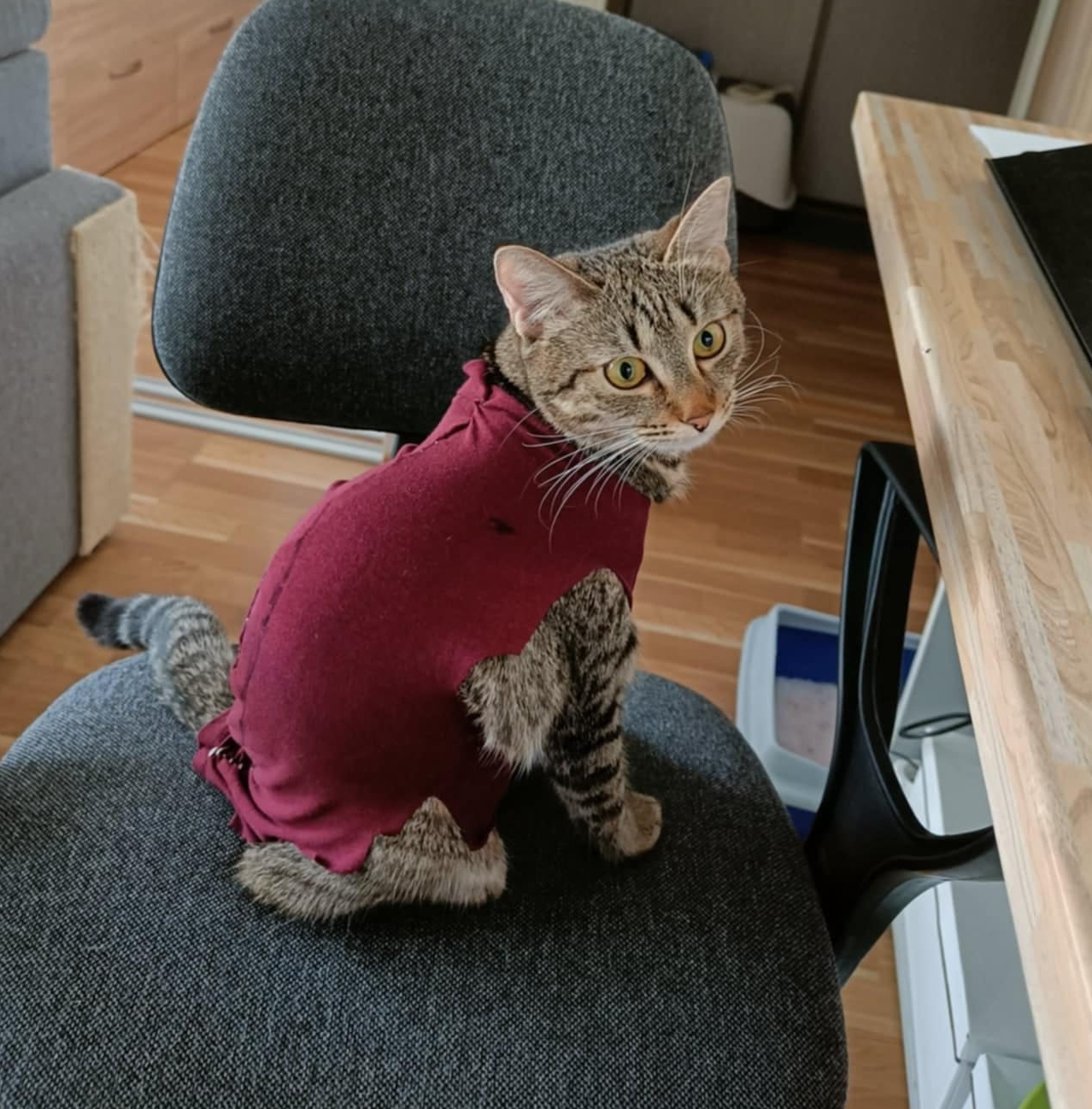
Kočka v pooperačním oblečku po kastraci

Kastrace koček je jediný spolehlivý způsob, jak u koček chovaných v bytě eliminovat říji a její projevy (rozstřikování moči, hlasové projevy) a jak u divoce žijících koček nebo koček s výběhem zamezit produkci nežádoucího potomstva. Kastrované kočky mají větší průměrnou délku života, drží se více doma, jsou přítulnější, mazlivější a klidnější. Není pravda, že kastrovaná kočka ztratí schopnost lovit myši, tloustnutí kastrátů je spíš než přímý důsledek kastrace následkem sníženého energetického výdeje jedince. Kastrace se kromě koček chovaných doma používá také na kočky volně žijící venku.

### Ovariohysterektomie
Ovariohysterektomie je kastrace koček, samic. Jedná se o chirurgické odstranění vaječníků, vejcovodů a dělohy. Zákrok se provádí v narkóze a kočka se po ní zotavuje několik dní.
Kastrace kočky vede k odstranění všech doprovodných projevů řije, kočka už nikdy nebude mít koťata. Kastrace je spolehlivou ochranou proti nemocem pohlavních orgánů (pyometra, rakovina dělohy aj.), výzkumy ukazují, že výrazně zmenšuje riziko výskytu rakoviny mléčné žlázy. Existuje alternativní řešení kastrace, a to sterilizace. Ta spočívá v podvázání vaječníků; sterilizace však neovlivňuje hormonální hladinu, kočka stále bude mít říji, i když nebude moci zabřeznout. Sterilizace také nemá žádný efekt jako ochrana před rakovinou. Současně může dojít i ke vstřebání podvazujícího materiálu a tím obnovení fertility kočky.

### Orchiektomie
Orchiektomie je kastrace kocourů. Jde o chirurgický zákrok, při kterém se odstraní varlata, nadvarlata a část chámovodu. Tento zákrok by se měl provádět až v pohlavní dospělosti kocoura, ve věku kolem jednoho roku. Brzká kastrace může vést ke tvorbě močových kamenů, protože močová trubice neměla čas se pořádně vyvinout a rozšířit. Také může dojít k nevyvinutí sekundárních pohlavních znaků, které odlišují kočku od kocoura (větší vzrůst, tzv. kocouří hlava).
Vzhledem k relativní jednoduchosti zákroku je kocour do 24 hodin po kastraci v původní kondici. Do dvou měsíců po kastraci je však ještě schopen zplodit potomstvo, protože při kastraci nedojde k odstranění všech spermií z vývodných pohlavních cest. Kastrace odstraňuje nežádoucí projevy říje jako toulání, vyhledávání koček v říji, značkování teritoria a upravuje intenzivní zápach moči. Kastráti jsou klidnější a raději se zdržují doma, nemají potřebu bojovat o teritorium či kočky.

## Plemena kočky domácí

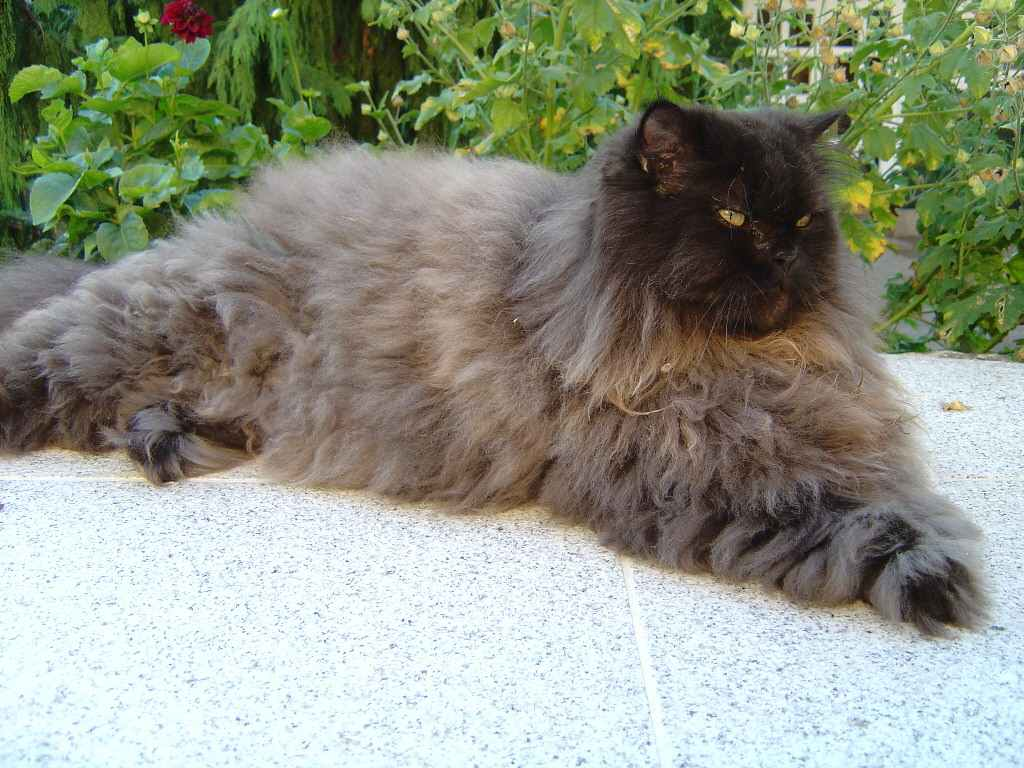
Perská kočka – modrá

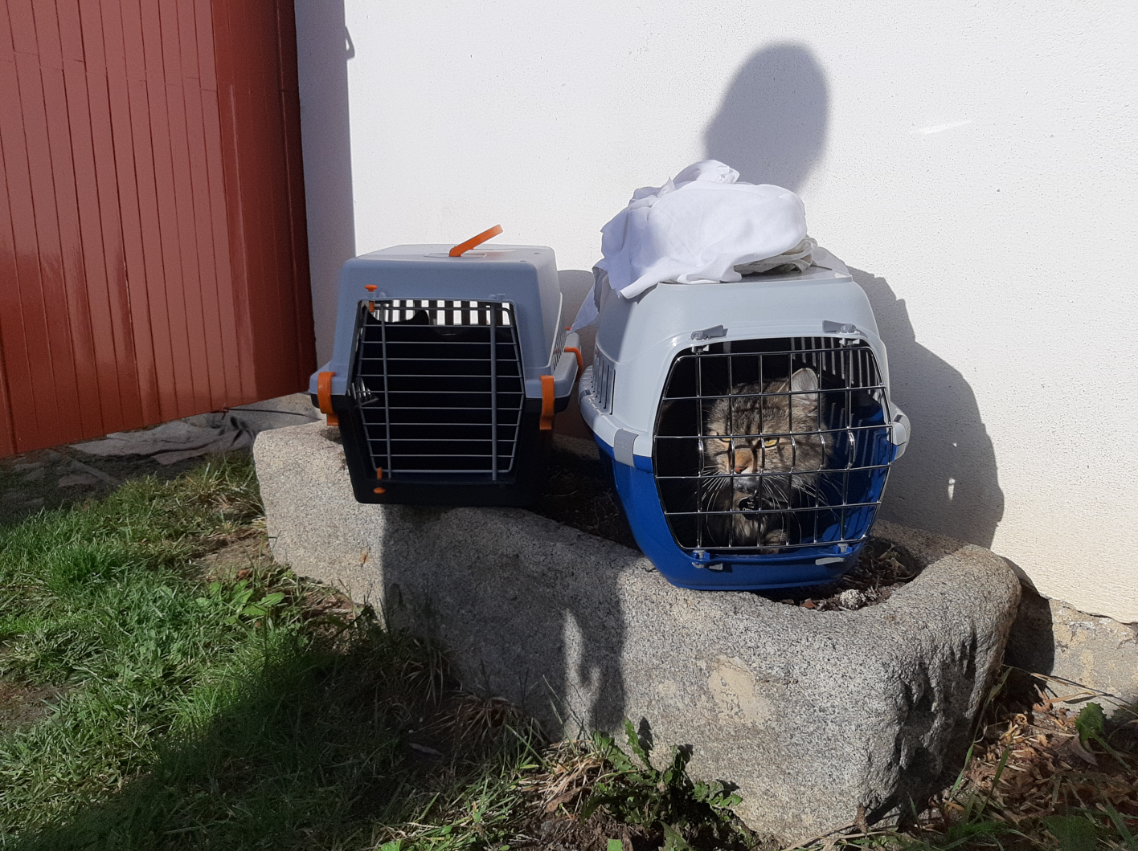
Kočky připravené k přepravě v osobním automobilu

Díky šlechtění (plemenitbě, chovu) vznikla celá řada jednotlivých plemen kočky domácí, která se navzájem liší nejenom barvou srsti a její kvalitou, ale i stavbou těla, velikostí a barvou očí i povahovými vlastnostmi. I v současné době vznikají nová plemena koček. Šlechtění koček si vyžaduje znalosti o daném plemeni (znalost uznaného standardu vyhlášeného FIFe, případně jiných organizací, které dané plemeno uznávají. Zároveň je třeba být členem nějakého klubu chovatelů, který svými vnitřními předpisy usměrňuje pravidla chovu koček s průkazem původu.
Do chovu jsou v dnešní době připuštěni pouze jedinci odpovídající platnému standardu. To, zda jedinec standardu odpovídá, určí na výstavě posuzovatel. Každá základní organizace chovatelů koček stanoví ve svých předpisech chovatelům určitá práva a povinnosti, specifikuje zásady plemenitby daného plemene, které chovatel musí dodržovat a taktéž určuje podmínky, po jejichž splnění je možné jedince zařadit do chovu (určuje kolik a jakých výstav s jakým hodnocením musí jedinec absolvovat, jaký musí být jeho zdravotní stav a věk atd.) Na dodržování těchto předpisů dohlíží poradce chovu (zkušený chovatel, který má pravomoc vystavovat příslušné dokumenty, pomáhá jednotlivým chovatelům a dohlíží na jejich činnost).
V současné době se často hovoří o takzvaném týrání chovem – což je situace, kdy se u zvířat přešlechťují některé fyziologické znaky do té míry, že zvířatům znemožňují normální život. Jedná se například o perské kočky a další exotické kočky, které mají na základě deformovaného nosu a tlamy dýchací potíže. Toto týraní není doposud právně zakázáno a je tudíž na jednotlivých chovatelských organizacích, jak se k tomuto problému postaví.

## Nemoci koček

### Virové a bakteriální nemoci a plísně
- Vzteklina – mohou se nakazit všechna teplokrevná zvířata včetně člověka. Vždy končí smrtí. Prevencí je každoroční očkování.
- Borelióza – mohou se nakazit všichni savci včetně člověka. Je přenášena klíšťaty a komáry. I když je nemoc pro člověka velmi nebezpečná, u koček probíhá skoro vždy bezpříznakově. Prevencí je každoroční očkování a používání repelentů, které zabrání přisátí klíštěte.
- Panleukopénie – postihuje pouze kočky, často malá koťata. Často končí smrtí. Prevencí je očkování.
- Virová rhinotracheitis – postihuje pouze kočky. Prevencí je očkování.
- Kaliciviróza – postihuje pouze kočky. Prevencí je očkování.
- Infekční peritonitída (Feline Infectious Peritonitis, FIP) – postihuje pouze kočky dříve vždy končila smrtí. Dnes je již dostupný lék, není však zatím u nás v republice legální. Dováží se tedy z ciziny, důležité je začít s léčbou co nejdříve. Cena za léčivo se pohybuje v desetitisících.

Prevencí je vakcinace (vakcinace není nikdy 100%, je možné ji provést pouze u koček, které nepřišly nikdy do styku s koronaviry a takových koček není mnoho. Koronaviry jsou běžně přítomny v těle kočky a většina koček nikdy FIP neonemocní. Ovšem pokud je kočka nějakým způsobem oslabena – genetika, stres, infekce – viry v těle se přemnoží a mohou zmutovat. V ČR neexistuje test, který by prokázal, zda má kočka v sobě koronaviry „normální“ nebo ty zmutované, jen to, že jsou v těle přítomny, což ovšem nemusí znamenat, že kočka onemocní FIP. U očkování se navíc diskutuje o jeho negativních účincích a většina chovatelů ho nedoporučuje.
- FIV, „kočičí AIDS“ – postihuje pouze kočky, končí smrtí.
- kočičí leukóza, FeLV – postihuje pouze kočky, končí smrtí. Prevencí je očkování.
- Campylobakterióza – mohou se nakazit všechna teplokrevná zvířata včetně člověka. Člověk se nakazí z infekčního trusu, projevuje se žaludečními a střevními problémy. Kočky se nakazí jen zřídka. Prevencí je hygiena.
- Salmonelóza – mohou se nakazit všechna teplokrevná zvířata včetně člověka, i plazi. Prevencí je hygiena.
- Tuberkulóza – kočka se nakazí od nemocného člověka.
- Dermatofytóza – kožní plíseň – mohou se nakazit všichni savci včetně člověka, k nákaze dochází přímým kontaktem nebo pobytem v kontaminovaném prostředí. U člověka i u zvířat se projevuje kožními změnami. Prevencí je očkování a hygiena.
- Kočičí akné – častý zdravotní problém, ve většině případů jsou symptomy mírné a časem zmizí.
- Malassezióza – onemocnění psů a koček s projevy postižení kůže a kožních derivátů.

### Paraziti

#### Protozoárníonemocnění
- Giardióza – původcem je Giardia intestinalis. Jedná se o průjmové onemocnění mladších koček nebo oslabených jedinců.
- Toxoplazmóza – původcem je prvok Toxoplasma gondii. Kočky jsou definitivním hostitelem, mezihostitelem jsou ostatní savci včetně člověka.
- Trichomoniáza – původcem je Tetratrichomonas felistomae. Postihuje nejčastěji ústní dutinu.
- Teilerióza – původcem je Theileria felis. Onemocnění koček a kočkovitých v Severní Americe, prvok napadá lymfocyty a červené krvinky.
- Izosporóza – původcem jsou kokcidie Isospora felis a I. rivolta. Střevní onemocnění postihující zejména koťata do stáří 4 měsíců.

#### Helminti
- motolice
  - Paragonimus westermani (motolice plicní) – motolice vyskytující se v Asii, Africe a Jižní Americe. Kočka se nakazí pozřením sladkovodních raků a krabů, motolice se lokalizují v plicích a vyvolávají zánět plic.
  - Opistorchis felineus a O. viverrini – jsou motolice postihující játra a žlučovody. Vyskytují se především v Asii a ve východní Evropě. Kočka se nakazí pozřením masa kaprovitých ryb.
- tasemnice
  - Hydatigera taeniaeformis – tasemnice kočičí, mezihostitelem jsou hlodavci
  - Mesocestoides lineatus
  - Dipylidium caninum (tasemnice psí) – nejběžnější tasemnice u masožravců v Česku
- hlístice
  - Toxocara cati (škrkavka kočičí) – nejběžnější střevní hlístice u koček
  - Toxascaris leonina (škrkavka šelmí)
  - Ancylostoma tubaeforme
  - Aelurostrongylus abstrusus – způsobuje plicní červivost koček
  - Trichuris vulpis (tenkohlavec liščí) – červi způsobující záněty slepého a tlustého střeva
  - Capillaria aerophila – napadá plíce.

#### Roztočiahmyz

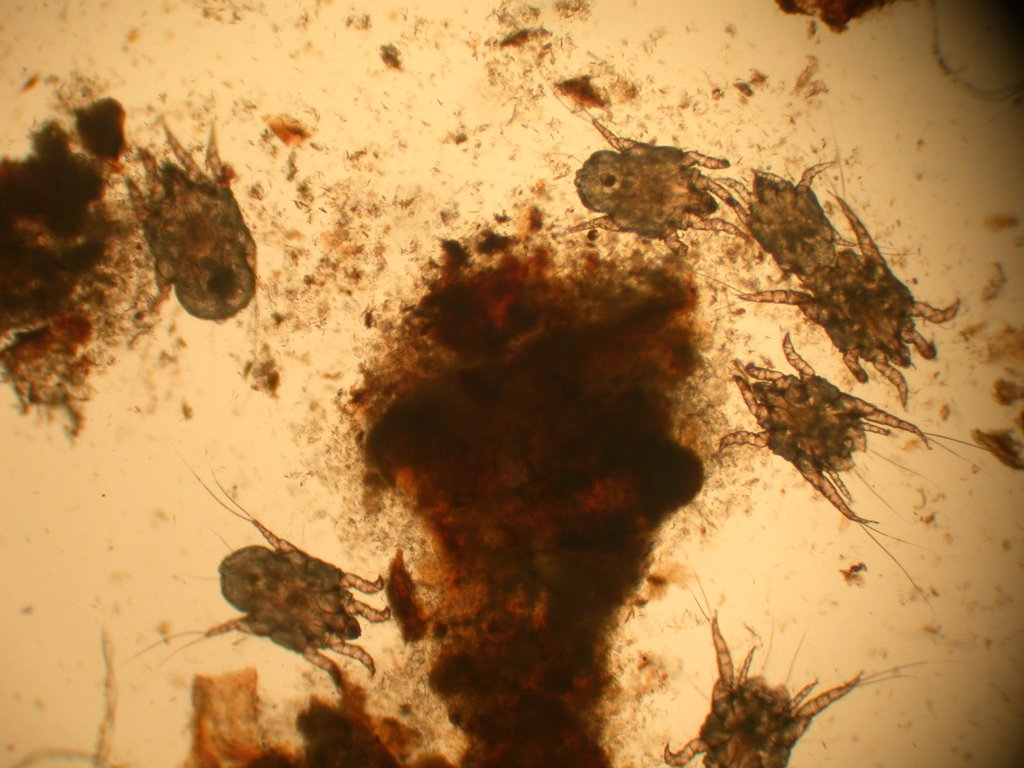
Zákožka druhu Otodectes cynotis – původce ušního svrabu u koček

- Zaklíštění – kočky napadají klíšťata různých druhů, v Česku nejčastěji Ixodes ricinus, význam tkví především v přenosu infekčních onemocnění (tularémie, borelióza, babesióza)
- Ušní svrab – původcem je Otodectes cynotis
- Notoedrový svrab – původcem je zákožka Notoedres cati
- Cheyletielóza – původcem je Cheyletiella yasguri
- Trombikulóza – původcem je sametka podzimní (Neotrombicula autumnalis)
- Všenky – Felicola subrostratus
- Blechy – napadají všechny savce. Prevencí je hygiena a odblešování zablešených koček.

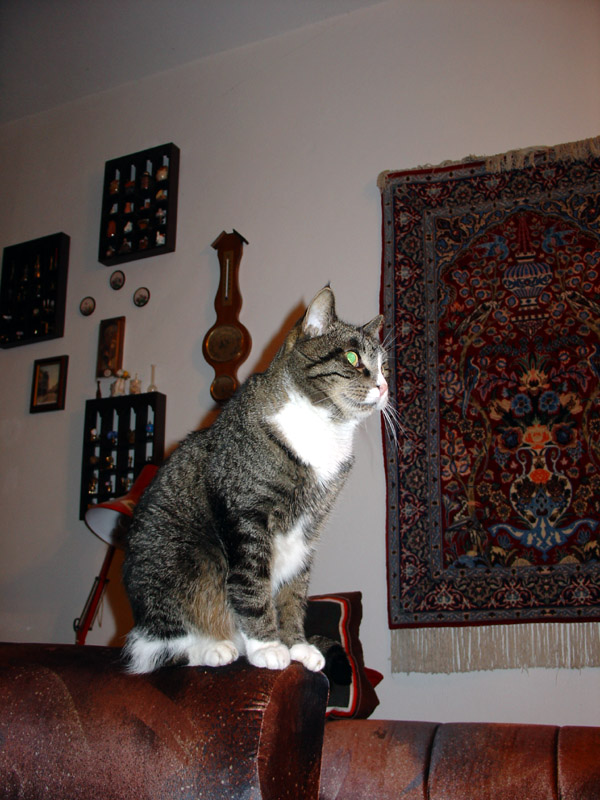
Kočka chovaná v městském bytě

## Organizace chovatelů koček

### Světová konfederace
- The World Cat Congress / WCC – web – není chovatelskou organizací v pravém slova smyslu (neregistruje kočky, nepořádá výstavy), ale konfederací největších chovatelských organizací, jejímž hlavním účelem je podpora vzájemné spolupráce a koordinace společných akcí a činnosti.

### Mezinárodní organizace
- Fédération Internationale Féline (FIFe) – web
- Cat Fanciers' Association (CFA) – web
- The International Cat Association (TICA) – web
- World Cat Federation (WCF) – web

### Nezávislé národní organizace
- The Governing Council of the Cat Fancy (GCCF) – web
- The Australian Cat Federation Inc. (ACF) – web
- New Zealand Cat Fancy (NCF) – web
- The Southern Africa Cat Council (SACC) – web
- American Cat Fanciers Association (ACFA) – web
- The Canadian Cat Association/Association Feline Canadienne (CCA/AFC) – web